# 전주 변씨
전주 변씨(全州 邊氏)는 전북특별자치도 전주시를 본관으로 하는 한국의 성씨이다.

## 역사
시조 변사달(邊四達)은 전라도 전주(全羅道 全州)에서 부농(富農)을 지낸 변극명(邊克明)의 아들이며 변사달(邊四達)은 조선 세종대왕(朝鮮 世宗大王) 치세 시기에 문과(文科)에 급제하였고 현감(縣監)을 역임하였다.